# 여덟 번째 감각
《여덟 번째 감각》은 2023년에 개봉한 대한민국의 영화이다.

## 캐스팅
- 임지섭 : 재원 역
- 오준택 : 지현 역
- 박해인 : 은지 역
- 이미라 : 윤원 역
- 장영준 : 태형 역
- 방진원 : 준표 역
- 서지안 : 애리 역
- 채수아 : 빛나 역